# Ђаоех Димата
Ђаоех Димата (инд. Изван видокруга) је филм из 1948. године, направљен на територији данашње Индонезије. Написан и режиран од стране Анђара Асмаре за СПФЦ (South Pacific Film Corporation). Главне улоге играју Ратна Асмара и Али Жоего. Филм прати жену која се сели у Џакарту да нађе посао након што њен муж ослепи у једној несрећи. Ово је први филм у редакцији СПФЦ-а, који је сниман 2-3 месеца,  са буџетом од скоро 130.000 гулдена.
Први домаћи филм у последњих 5 година, Ђаоех Димата је добио позитивне критике, иако је финансијски већ био надјачан убрзо од стране филма под називом "Air Mata Mengalir di Tjitarum", режираног од стране Ростама Сутана Палиндиха. Глумци из овог филма су остали активни у Индонежанској филмској индустрији још 30-ак година, док је СПФЦ направио још 6 пројеката пре гашења 1949. Копија филма се налази у Синематеку у Индонезији.

## Радња
Сиромашни сељак, Асрад (Али Жоего) ослепи у саобраћајној несрећи, те због тога је онемогућен да ради. Његова жена Соуеласатри (Ратна Асмара) путује у престоницу Џакарту да нађе посао. Асрад не верује својој жени и плаши се да ће бити неверна, те јој пише писмо да се не враћа. Соуеласатри постаје певачица и убрзо постаје позната иако је њен муж и даље у незнању. Њена најпопуларнија песма Djoeh Dimata постаје најслушанија на радију и ускоро постаје једна од омиљених песама њеног мужа. Филм се завршава тако што Соекарто (Искандар Сусарно) нуди Соуеласатру Асраду за младу. Када Асрад препозна глас своје жене они се помире.

## Позадина
Почетком 1940-их година десио се развој кинематографије у, тадашњој Холандској Индији, са преко 40 домаћих продукција. Услед Јапанске окупације у фебруару 1942, продукција је значајно успорила развој и скоро сви филмски студији су затворени. Последњи студио, у власништву Кинеских Индонежанаца , је конфискован од стране Јапанаца који су основали нову филмску продукцију под називом Nippon Eigasha у Џакарти. Сви су били про-јапанска пропаганда.
Након капитулације Јапана у августу 1945 године, одређени број "чистих" Индонежана који су радили у Нипону је оформило Berita Film Indonesia. Продукција је убрзо почела сарадњу са новонасталом владом Индонезије. Током револуције холандске и британске снаге су окупирале Џакарту новембра 1945. Холанђани су преузели студио који су следеће године основали посебну компанију за продукцију. Ова нова компанија под називом South Pacific Film Corporation (Филмска корпорација јужног Пацифика) је била субвенционирана делом од администрације Холандско Индијских цивила.

## Продукција
СПФЦ је ангажирао Анђара Асмару, бившег новинара и сценариста који је прије јапанске окупације био активан с Јава Индустриал филмом Тенг Цхун-а, да режира Ђоех Димату, сценариј је засновао на истоименом сценарију. Међутим, као и код његових предратних подухвата, и домац́и Индонежанин Андјар био је више глумац и тренер дијалога, холандски кинематограф, А.А. Денингхоф-Стелинг, имао је више креативне моћи над коначним производом. Макс Тера је био помоћник кинематографа на овом црно-белом филму.
У филму су глумили Ратна Асмара (супруга Андјара), Али Иуго, Искандар Суцарно и Дјаухари Ефенди, који су сви имали претходно позоришно искуство. Ратна и Али, заједно са Андјаром, били су чланови путујуће трупе Дарданела у раним тридесетима и заједно са Картинахом ушли су у филмску индустрију 1940. године. Искандар и Дјаухари су умеђувремену били активни у позоришту током окупације, обојица су дебитовала у дугометражном филму са Ђоех Димата.
Главна фотографија изведена је на сетовима које је конструисао уметнички директор Хајопан Бајо Ангин у студију СПФЦ-а у Џакарти. Опрема компаније је била доброг квалитета, али услови су били штетни за снимање филмова; савремени извештај констатује да је један снимак, урађен унутар студија, уништен звуком аутомобила у пролазу. Снимање, које је трајало два до три месеца, је завршено 10. новембра 1948. Производни трошкови били су скоро 130 000 гулдена, који је делимично добијен од етничких кинеских припадника. Филм је обухватио више песама, укључујуцћи хит Гесанга Мартохартоноа из 1940. "Бенгаван Соло".
Документарни филм који детаљно описује један дан продукције, под називом Ер вордт еен филм гемакт ("Филм се прави") постоји у Холандији.

## Издање и критике
Ђаоех Димата објављен је крајем 1948, први домацћи играни филм од Бердјоанга. Упркос овом петогодишњем размаку, филмски критичар Усмар Исмаил пише да се није удаљио од формуле која је доказана пре рата, ону за коју је напоменуо да је индонежански историчар филма Мисбацх Иуса Биран фокусирана на песме, прелепу сцену и романтику. Аир Мата Менгалир ди Тјитарум Роестам Сутан Палиндих (Флов оф Сусес ин Цитарум), који је имао сличне теме, пуштен је недуго након Ђоеа Димата од стране ривала Тан & Вонг Брос, доказао је већи финансијски успех. Само три домаће продукције објављене су 1948. године; последња је била друга СПФЦ продукција, под називом Ангрек Булан (Мон Орцхид), коју је такође режирао Андјар.
Рецензије о филму који су оцењени за све узрасте су мешани. Један у "Хет Дагблад-у" из Џакарте, открио је да филм има много (неодређених) слабих тренутака, као и јаких. Посебно је похвалио Алијево понашање као слепца, као и снимак Денингхоф-Стелинга. Још један рецензент, у часопису Местика, описао је Ратну као "трагедију без преседана" способну да натера гледаоце да плачу "необуздане сузе емоција". Након што је Ђојах Димата пуштен у Сингапур у јуну 1949, рецензент за Страитс Тимес похвалио је "фину фотографију и готово савршен звук филма".
Андјар је режирао још два филма за Јужни Пацифик, Ангрек Булан и Гадис Деса (Девојка са села; 1949). Ратна није имала даље глумачке улоге, иако је 1950. године постала прва жена у Индонезији са Седапом Маламом (Светнес оф тхе Нигхт), за компанију Дјамалудина Малика, Персари. Али, Искандар и Дјаухари остали су активни као глумци, Али и Искандар током 1960-их и Дјаухари до 1970-их. СПФЦ је снимио још шест филмова пре него што су се угасили на крају индонезијске националне револуције 1949. 35 мм копија Ђоја Димата смештена је у Синематек Индонезији у Џакарти.